# Избирательные округа штата Айдахо

Избирательные округа штата Айдахо после 2023 г.

В настоящее время американский штат Айдахо состоит из 2 избирательных округов. Штат существует с 1890 года и получил второе место в палате представителей США на выборах 1912 года. Оба места были выборными (по всему штату) в течение трех выборов, пока перед выборами 1918 года не были созданы два округа. С тех пор Айдахо представлен в Палате представителей двумя округами.

## Нынешние округа и их представители
Здесь представлен список членов Палаты представителей США от штата Айдахо, границы округов и политические рейтинги округов (по данным КПИ). Делегация насчитывает 2 члена, которые представляют республиканскую партию.
| Округ | Представитель (Резиденция) | Партия          | Действующий с  | Рейтинг округа | Карта округа |
| ----- | -------------------------- | --------------- | -------------- | -------------- | ------------ |
| 1     | Расс Фулчер (Меридиан)     | Республиканская | 13 ноября 2019 | Р+22           |              |
| 2     | Майк Симпсон (Айдахо-Фолс) | Республиканская | 3 января 1999  | Р+14           |              |

## Исторические местоположения округов
Таблица с картами избирательных округов в штате Айдахо, демонстрирует изменения границ округов в период с 1973 по 2013 год.
| Год         | Карта штата | Карта Оклахома-Сити |
| ----------- | ----------- | ------------------- |
| 1973–1982   |             |                     |
| 1983–1992   |             |                     |
| 1993–2002   |             |                     |
| 2003–2013   |             |                     |
| 2013 - 2023 |             |                     |
| 2023 - н.в. |             |                     |